# Hades (reino)

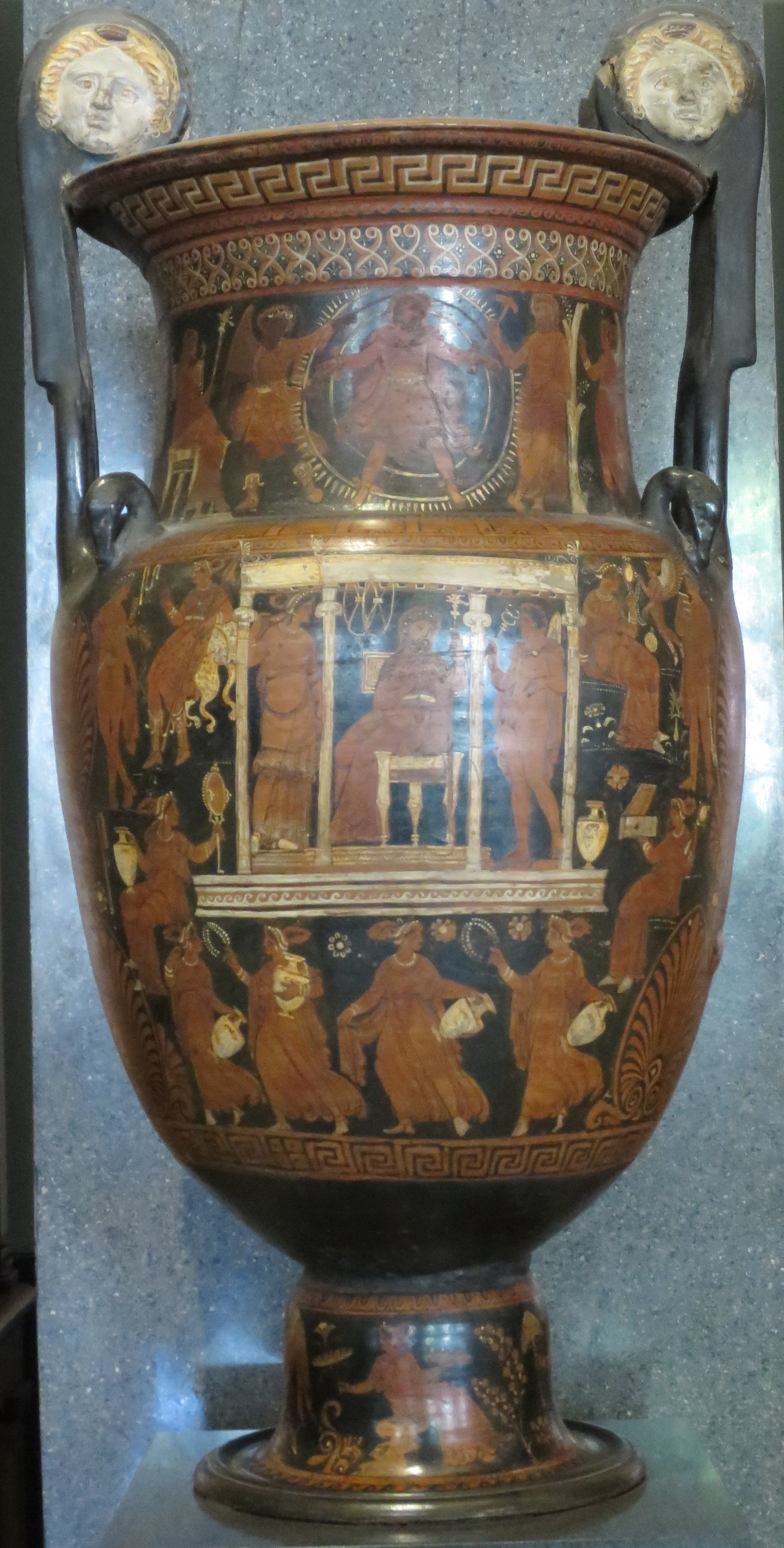
Cerâmica de figuras vermelhas com cena do mundo dos mortos.
Museu do Hermitage

O Reino de Hades, ou mundo inferior (BR) ou submundo (PT) na mitologia grega, é a terra dos mortos, o local para onde a alma das pessoas se dirigiria após a morte. Nesse local as almas passariam por um julgamento, onde seu destino seria decidido. De acordo com a sentença do julgamento, as almas poderiam ser enviadas para três regiões bem distintas: o Tártaro, os Campos Elísios ou o Campo de Asfódelos. No momento da morte, a alma era separada do corpo, tomando a forma da pessoa e era transportada para a entrada de Hades. Hades em si era descrito como sendo um lugar nos limites exteriores do oceano ou nas profundezas ou extremidades da terra. Era considerado a contrapartida escura do brilho do Monte Olimpo e era o reino dos mortos, que correspondia ao reino dos deuses. Hades era um reino invisível aos vivos e foi criado exclusivamente para os mortos.

## Características
- Na porta do mundo inferior ficava um cão demoníaco que guardava a entrada para o reino de Hades. Seu nome era Cérbero que por sua vez era colossal e devorava qualquer mortal que passasse por ali;
- O grande poço do Tártaro, originalmente uma prisão exclusiva para os Titãs, antigos deuses, e que vieram a ser posteriormente o calabouço onde se aprisionavam as almas amaldiçoadas;
- A terra dos mortos, governada pelo Deus Hades, conhecida tanto pelo nome do próprio deus como por casa ou domínio de Hades (domos Aidaou), Érebo, os Campos de Asfódelos, Styx e Aqueronte;
- As "ilhas dos Abençoados" ou ilhas Afortunadas, governadas por Cronos (de acordo com Píndaro - outros relatos divergem), onde grandes heróis e mitos residiam após suas mortes;
- Os Campos Elísios, governados por Radamanto, onde viviam as almas dos homens virtuosos e os iniciados nos antigos mistérios.

Os cinco rios do Hades eram o Aqueronte (o rio da dor), Cócito (lamento), Flegetonte (fogo), Lete (esquecimento) e Estige (invulnerabilidade), que faziam a fronteira entre os mundos superiores e inferiores.
O antigo conceito grego de mundo inferior variou consideravelmente ao longo do tempo.

## Origem mitológica
O Reino de Hades teria sido formado após a vitória da chamada terceira geração divina  – formada por Zeus e os outros descendentes de Cronos – sobre os titãs. Após a vitória, o Universo fora dividido em três partes: o Céu (o éter e as nuvens) fora reservado a Zeus; o Mar ficou sob o domínio de Posídon; e o gigantesco império localizado “no seio das trevas brumosas” das entranhas da Terra sob o comando de Hades. Seu palácio situava-se no meio do Tártaro e é comumente associado à figura de “inferno”. Na batalha contra os titãs, Hades teria recebido dos ciclopes um capacete que o tornava invisível, originando também a variação etimológica de Hades como "invisível".  Devido a este fato, o nome de Hades raramente era pronunciando, tendo os gregos receio de despertar sua cólera. Hades é retratado como "violento e poderoso" e os gregos não construíram nenhum templo nem altar em sua homenagem. Hades temia tão somente Poseidon, que poderia agitar a terra e fazer o solo se abrir , revelando “sua morada horripilante, esse local odiado, cheio de bolor e de podridão".
De seu reino, Hades governa soberano, com sombras enquanto súditos, "tão numerosos quanto as ondas do mar", e tudo que a morte ceifa na terra, recai sob seu reino, aumentando sua riqueza.
De acordo com o que se evidencia inclusive em outras passagens da obra de Homero, quando se trata do reino de Hades, nota-se uma clara distinção entre alma e corpo. O Hades seria o lugar onde os mortos vagariam e a figura da alma se desprenderia do indivíduo. Ainda segundo Homero, o palácio de Hades não seria nas profundezas, mas nos confins do mundo, no fim do oceano, na cidade dos homens cimérios, "(...) que se acham sempre envolvidos por nuvens e brumas espessas; nunca foi dado alcançá-los os raios do sol resplendente (...) Noite nociva se estende sem pausa por sobre esses míseros".

## As várias descrições do Hades
As formas de caracterizar o Hades variavam entre as cidades e culturas helênicas. Uma das descrições possíveis retratava o reino dos mortos como o reino subterrâneo onde habitava a alma ou espectro (psykhé) dos que morreram. Dentre as diferentes descrições do Hades, uma das mais conhecidas e comentadas é a versão apresentada por Homero na Ilíada e na Odisseia. De acordo com Teodoro Rennó Assunção, na sua análise do Canto XI da Odisseia, a psykhé era menos alma do que sombra. Os mortos subsistiam em estado de desolação e lamentação, sendo o Hades "um reino cuja infra-qualidade ontológica resiste a qualquer tentativa de valorização". No canto em questão, há uma descrição precisa do Hades: o reino dos mortos só pode ser acessado mediante consentimento dos deuses que o guardam, e a topologia mitológica elaborada por Homero o coloca além do país dos cimérios, numa região de longinquidade extrema, onde o sol não brilha. Outras menções e descrições do Hades podem ser lidas ao longo do épico nos cantos V, XII, XIII e XIV.
O Hades era usualmente descrito como um reino soturno e obscuro. Misterioso e sinistro, os que habitavam ali eram destituídos de tudo o que possuíam em vida, exceto por uma espécie de prolongamento do status social que possuíam antes da morte. Em sua interpretação, Manuel Ramos afirma (reforçando a ideia do Hades como reino obscuro e soturno), que "O lugar habitual do homem homérico post mortem é o escuro, insondável e bolorento (é este o seu epíteto específico) Hades, ao longo do rio Estige, no qual os mortos reviviam como sombras, desprovidos da vitalidade física que conservavam em vida. Reservado a todos os homens, nobres ou plebeus, a existência que aí se vivia era o prolongamento da vida terrena".
Além do imaginário helênico, existiram menções ao Hades nas obras de autores romanos. Na Eneida, Virgílio faz uso constante de alegorias culturais originalmente compostas em solo grego para descrever o Hades, além de suas próprias elaborações.

## O mito do Hades na Grécia clássica
Na Período Clássico, no contexto de suas mudanças políticas e culturais, houve uma remodelação do mito de Hades, com uma divisão de áreas no submundo. Sócrates  descreveu o Hades como um reino dividido em dois territórios: a Ilha dos Bem-Aventurados ou Campos Elísios, para onde as almas boas e justas iriam, e o Tártaro, lugar destinado aos imorais e injustos para cumprimento de penas severas.

### O Tártaro
O Tártaro era o lugar para onde a alma, das pessoas injustas e impiedosas, era enviada. O Tártaro foi descrito por Platão, em sua obra  Górgias, como o local onde as almas recebiam julgamento e também como o local de castigo divino para as más almas. Sócrates também descreve o Tártaro como local onde as almas impiedosas eram destinadas após a morte.
O Tártaro era cercado por grandes muralhas e cortados por uma grande rio de lava chamado Flegetonte, padeciam ali os gigantes derrotados na guerra contra Zeus, as Danaides, que mataram seus esposos, o Sífiso, que enganara a morte e o Tântalo, que cometera sacrilégio, e outros tantos criminosos.

### Os Campos Elísios
Os Campos Elísios era um lugar de temperatura amena, com uma brisa suave e alegria constante, para ali eram destinadas as almas boas.
O mito dos Campos Elísios ganhou sustentação provavelmente por volta do século VIII a.C. com a Odisseia de Homero. Campos Elísios ou Ilha dos Bem-Aventurados, como podemos encontrar em escritos de outros filósofos e intelectuais da Grécia Antiga, é descrito como um lugar alegre, calmo e repleto de prazeres, que primordialmente era reservado para os heróis gregos, a fim de escapar das escuridões do Hades. Porém mais tarde a ideia de que o lugar era o destino para as almas de pessoas boas foi tomando forma e se enraizou na cultura grega. Esse local é descrito como o paraíso grego, um espaço de temperaturas amenas, relevo plano e de difícil identificação, localizado nos extremos do planeta Terra.

### O Campo de Asfódelos
O Campo de Asfódelos é descrito como uma monótona planície repleta de árvores sombrias. Para estes campos eram enviadas as almas que em sua vida não possuíram nenhuma glória ou mérito significativos, mas também não proporcionaram barbáries nem cometeram atos criminosos. No Campo de Asfódelos estas almas não receberiam castigos e também não receberiam gratificações, estariam apenas fadadas a tristeza de discorrer eternamente pela planície escura destes campos. O Campo de Asfódelos também servia como um território neutro, onde as almas esperariam até serem julgadas. O lugar é basicamente o limbo, onde sua alma fica presa pela eternidade, vagando sem memórias e sem qualquer direção.

## Jornada dos mortos
Os gregos buscavam levar uma vida gloriosa e honrosa, pois como sabemos, era para o Hades que todas as almas seguiriam após a morte, lá haveria somente trevas e os espíritos vagariam sem nenhum sentido ou entendimento. Porém os gregos tinham uma visão mais confortada sobre a concepção de morte. Para eles ela significava apenas a perda da individualidade, uma etapa para sua integração total ao cosmos, e era através dos rituais e cultos que eles procuravam evitar a perda integral dessa individualidade, senão ela poderia ser levada por completo junto a tumba. Além do mais, os gregos acreditavam que uma parte do cadáver seguiria para o mundo dos mortos, a psique. O próprio entendimento do que é psique é bastante polêmico. Não há consenso no mundo grego. Aristóteles, em sua obra Da Alma, atribui que todos os seres do mundo, desde moluscos até humanos, possuem a psique, pois ela é o princípio da vida e determina as atividades próprias de cada ser, os instintos de cada um.

### A morte
Os gregos acreditavam que se a  psique não fosse levada ao Hades, conforme os rituais fúnebres necessários, a mesma ficaria em total descanso por todo sempre.

#### Rituais fúnebres na Grécia Antiga
O tratamento da morte no mundo grego sofreu várias divergências conforme as épocas. A Idade do Bronze é o período no qual se tem mais fontes acerca dos rituais fúnebres gregos. Acredita-se que nessa época ocorreram várias formas de sepultamento como cremações, inumações, enterramentos simples e alinhados, também foram encontrados pequenos objetos que provavelmente serviam para os rituais antecedentes. Já no período micênico, começou a construção de tumbas e monumentos que abrigavam mortos e familiares. No período pós-micênico, houve uma propagação da prática da cremação na qual o corpo era queimado e as cinzas colocadas em ânforas e enterradas, demarcando de algum modo aquele território. No Período Arcaico, a cremação secundária foi substituída pela primária, ou seja, os gregos queimavam o morto dentro de sua própria cova. Já no Período Clássico, o tratamento fúnebre era feito de acordo com a preferência de cada um, continuou-se as cremações e inumações, porém as covas simples ainda predominavam. Vale ressaltar que pelo fato das investigações apontarem que esses objetos ritualísticos eram usados apenas no momento da morte, dá a entender que na Grécia Antiga não havia nenhum tipo de culto aos mortos.
Os procedimentos fúnebres gregos deveriam ser feitos pelos familiares, costume que perpetuou desde o período homérico. Os rituais aconteciam em três dias, a primeira etapa era chamada de próthesis, onde o cadáver era limpo e vestido com trajes brancos, indicando a pureza, e o rosto era coberto por faixas e mortalhas. Então o morto era colocado com os pés voltados para a porta, pois acreditavam ser a posição contrária ao nascimento, desse modo a pessoa era velada por dois dias antes do enterro. No terceiro dia acontecia a ekphorá, uma procissão que perdurava até a cova onde o finado seria enterrado. O sepultamento em uma tumba garantia que o morto seguiria com segurança até o seu destino final, o Hades.
Na hora de seu enterro, os familiares do morto colocavam entre seus dentes um óbolo, que posteriormente serviria como pagamento da passagem para o mundo dos mortos, feita por Caronte. Esse costume do  óbolo na boca do morto só ficou difundido a partir do período helenístico. Algumas vezes as moedas eram distribuídas pela cova também. Geralmente essas moedas eram de bronze e tinham impressões parecidas com a moeda normal, porém foram encontradas algumas com impressões especiais.

### Adentrando o Hades
Para adentrar o reino das sombras, primeiro viriam as moiras anunciar a hora derradeira ao mortal. Depois chegariam as queres, que cercariam a vítima, apavorando-a, debilitando-a o corpo e espírito, sangrando-a com as unhas, bebendo-lhe todo o sangue e derrotando-a. Para Homero a psiquê só seria levada ao Hades, se a mesma tivesse tido um digno funeral e principalmente fosse cremada. Após a morte do indivíduo, a alma (psiquê) era levada por Hermes até o cais do rio Aqueronte.

#### Caronte e seu barco
Quando chegasse ao Hades, o morto deveria oferecer o óbolo ao barqueiro Caronte. Aqueles que não tivessem a moeda, ficariam vagando tristemente nas margens do rio Estige. Feito isso, Caronte guiava o barco até o palácio de Hades, passando por cinco rios principais, Aqueronte (rio das dores e aflições); Cócito (rio dos gemidos e lamentações); Estige (o gelado rio dos horrores, no qual os deuses faziam seus juramentos, assim considerado o rio do ódio); Flegetonte ou Piriflegetonte (rio das chamas inextinguíveis); e, por fim, Lete (rio do esquecimento, no qual as almas bebiam de suas águas, para voltarem à Terra). Esses rios ligavam os vários planos do Hades. O palácio de Hades era guardado por Cérbero, um grande cão de múltiplas cabeças, que impedia a fuga das almas e evitava intrusos. Quando chegavam, as almas desembarcavam e se apresentavam ao grande tribunal para serem julgados.

#### Os três juízes
O grande tribunal era presidido por três juízes: Éaco, Radamanto e Minos. O julgamento das almas era assistido pelo próprio Hades e, conforme a sentença, seguiriam para o Campo de Asfódelos, os Campos Elísios ou o Tártaro. As sentenças propostas por Hades eram irrevogáveis e nem mesmo Zeus poderia interferir na sua decisão. Os que tivessem cometido delitos, especialmente contra os deuses, eram diretamente enviados ao Tártaro, onde cumpririam suas penas. Sabemos também que Éaco era quem julgava as almas europeias, enquanto Radamanto julgava as almas asiáticas, e Minos por fim decidia para qual região do inferno as almas iriam. Tem-se relatos de que os julgados que fossem destinados ao Tártaro, recebiam algum tipo de sacrifício que deveria ser feito pelo resto de sua vida. Um exemplo bastante conhecido é o de Sísifo que foi condenado a rolar uma enorme pedra até o topo de uma alta montanha e toda vez que ele chegava até lá a pedra rolava novamente para baixo, tendo que repetir incansavelmente o processo.